# Seres longicalcar
Seres longicalcar är en stekelart som beskrevs av Van Noort 1993. Seres longicalcar ingår i släktet Seres och familjen fikonsteklar.
Artens utbredningsområde är Gabon. Inga underarter finns listade i Catalogue of Life.